# ويليام داف
ويليام داف (19 سبتمبر 1890 في جنوب أفريقيا - 7 أكتوبر 1953) (بالإنجليزية: William Duff)‏ هو لاعب كريكت جنوب أفريقي. لعب مع Gauteng (cricket team) ‏.

## وصلات خارجية
- ويليام داف على موقع إي آس بي آن كريك إنفو (الإنجليزية)